# Джессіка Схілдер
Джессіка Схілдер (нід. Jessica Schilder, нар. 19 березня 1999) — нідерландська легкоатлетка, яка спеціалізується у штовханні ядра.

## Спортивні досягнення
Бронзова призерка чемпіонату світу (2022).
Бронзова призерка чемпіонату світу в приміщенні (2022).
Учасниця олімпійських змагань зі штовхання ядра (2021), на яких не вдалось вийти до фінальної частини змагань.
Чемпіонка Європи (2022).
Чемпіонка Європи серед молоді (2021).
Срібна призерка Кубку Європи з метань (2022).
Чемпіонка Нідерландів просто неба та в приміщенні (2020, 2021).

## Кар'єра
| Рік  | Змагання                       | Місто    | Місце    | Дисципліна     | Результат | Примітки |
| ---- | ------------------------------ | -------- | -------- | -------------- | --------- | -------- |
| 2016 | Чемпіонат світу серед юніорів  | Бидгощ   | 12       | штовхання ядра | 14,34 м   |          |
| 2017 | Чемпіонат Європи серед юніорів | Гроссето | 5        | штовхання ядра | 15,99 м   |          |
| 2018 | Чемпіонат світу серед юніорів  | Тампере  | NM       | штовхання ядра | —         |          |
| 2019 | Чемпіонат Європи серед молоді  | Євле     | 5        | штовхання ядра | 16,51 м   |          |
| 2021 | Чемпіонат Європи в приміщенні  | Торунь   | 5        | штовхання ядра | 18,69 м   |          |
| 2021 | Чемпіонат Європи серед молоді  | Таллінн  | 1        | штовхання ядра | 18,11 м   |          |
| 2021 | Олімпійські ігри               | Токіо    | 19 (кв.) | штовхання ядра | 17,74 м   |          |
| 2022 | Чемпіонат світу в приміщенні   | Белград  | 3        | штовхання ядра | 19,48 м   |          |
| 2022 | Чемпіонат світу                | Юджин    | 3        | штовхання ядра | 19,77 м   | NR       |
| 2022 | Чемпіонат Європи               | Мюнхен   | 1        | штовхання ядра | 20,24 м   | EL       |